# Поршневий палець

Конструкція шарнірного з'єднання поршня з шатуном з використанням поршневого пальця плаваючого типу з фіксацією пружними кільцями

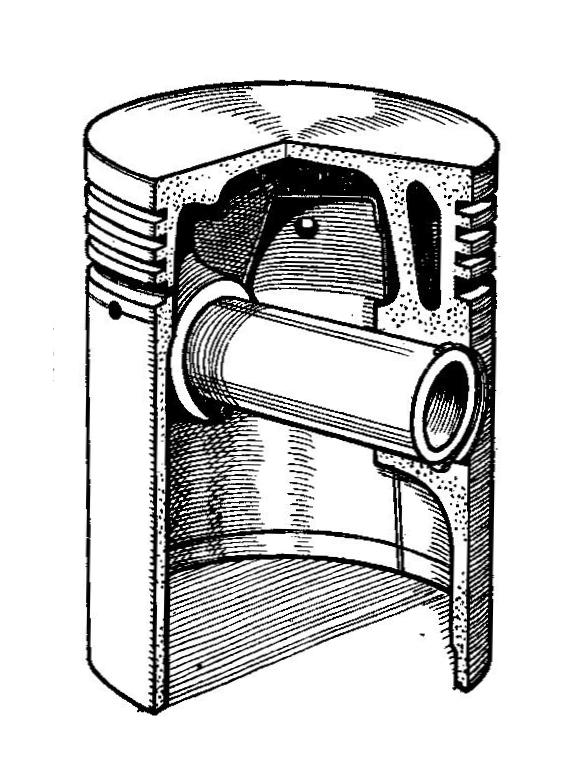
Поршень з вирізом, у якому видно поршневий палець

Поршневи́й па́лець (англ. gudgeon pin (UK) або англ. wrist pin (US)) — деталь типу «палець» кривошипно-шатунного механізму поршневих двигунів або насосів, що забезпечує шарнірне з'єднання шатуна з поршнем.

## Умови роботи
Діаметр поршневого пальця суттєво впливає на розміри бобишок, а відповідно і на масу поршня в цілому. Тому конструктори стараються встановлювати мінімальні розміри, виходячи з припустимих навантажень та овалізації пальця. Навантаження на поршневий палець має перемінний характер, близький до ударного. Все це призводить до того, що поршневі пальці, зазвичай, працюють в умовах великих механічних напружень, а їх руйнування має втомний характер.

## Конструктивні виконання
На автомобільних двигунах переважно застосовуються пальці плаваючого типу, які фіксуються у поршні лише в осьовому напрямку; меншою мірою поширені пальці із фіксацією на шатуні. Перевагами пальців плаваючого типу є рівномірне зношування їх по довжині і периметру, зменшення абсолютного значення зносу та зручність монтажу. Фіксація здійснюється пружними кільцями або за допомогою заглушок із м'якого матеріалу.
Конструкція пальців із закріпленням на шатуні, не зважаючи на нерівномірний знос, дозволяє скоротити опорну довжину у поршневій головці шатуна та зменшити вільний проліт пальця, що зменшує напруження при згині; зменшити питоме навантаження на бобики шляхом збільшення їх довжини і тим самим підвищити надійність роботи.
Поршневі пальці зазвичай виготовляють порожнистими (трубчастими) і різними формами поверхонь отвору: від циліндричної форми до внутрішніх конічних поверхонь з вершинами конусів з обох кінців, спрямованими до середини, що забезпечує кращу рівноміцність конструкції.

## Матеріали для виготовлення
Для забезпечення міцності і зносостійкості у важких умовах їх роботи, поршневі пальці виготовляються переважно з маловуглецевих і легованих сталей (12Х2Н4А, 12ХНЗА, 15ХМА та ін.) з подальшою цементацією або азотуванням та поверхневим гартуванням при нагріванні струмами високої частоти. Поверхнева твердість сягає 55…65 HRC. Загартовані пальці шліфують на круглошліфувальних або безцентровошліфувальних верстатах і полірують.